# ドイツ民主共和国の最高指導者
ドイツ民主共和国の最高指導者（ドイツみんしゅきょうわこくのさいこうしどうしゃ）では、かつて存在したドイツ民主共和国の最高指導者を一覧表にしている。

## 概要
46年間の東ドイツの国政を主導し、最終的な決定権を持つ事実上の最高指導者は、支配政党であるドイツ社会主義統一党(SED)の中央委員会書記長(ドイツ語: Generalsekretär des ZK der SED)であった。書記長は党の意思決定機関である政治局を主宰し、彼らの多くが国家元首の国家評議会議長、国家人民軍最高司令官の国防評議会議長を兼任し、ソビエト連邦共産党書記長同様に、権力を集中させていた。
東ドイツ史上最初の最高指導者であるヴィルヘルム・ピークとオットー・グローテヴォールはドイツ社会主義統一党の共同議長とされ、それぞれ後に大統領と首相に就任したが、実権は書記長のヴァルター・ウルブリヒトが握っていた。また党中央委員会書記長というポストに最初に就任したのもヴァルター・ウルブリヒトである。1953年にはソ連共産党にならって書記長から第一書記という名称に変更されたが、1976年には書記長に戻された。このポストは名実ともに党の最高ポストとなり、東ドイツ最高指導者の代名詞となった。
ベルリンの壁崩壊以前は、国家元首ポストとして共和国大統領、国家評議会議長 がおり、その多くがこれらを兼任していた。またソビエト連邦同様、最高指導者、国家元首、首相にそれぞれ別の者が就任し、国政を行なっていたトロイカ体制を取っていた時期が存在した。

## 歴代最高指導者

ドイツ社会主義統一党の党章

| 代                                                                  | 肖像                         | 氏名                                   | 就任日                       | 退任日                       | 在任期間                     | 所属政党                     | 所属政党 |
| ドイツ社会主義統一党共同議長                                        | ドイツ社会主義統一党共同議長 | ドイツ社会主義統一党共同議長           | ドイツ社会主義統一党共同議長 | ドイツ社会主義統一党共同議長 | ドイツ社会主義統一党共同議長 | ドイツ社会主義統一党共同議長 |          |
| ------------------------------------------------------------------- | ---------------------------- | -------------------------------------- | ---------------------------- | ---------------------------- | ---------------------------- | ---------------------------- | -------- |
| -                                                                   | ヴィルヘルム・ピーク         | ヴィルヘルム・ピーク (1876–1960)       | 1946年4月22日                | 1950年7月25日                | 4年, 94日                    | SED                          |          |
| -                                                                   | オットー・グローテヴォール   | オットー・グローテヴォール (1894–1964) | 1946年4月22日                | 1950年7月25日                | 4年, 94日                    | SED                          |          |
| 中央委員会第一書記 (1953 - 1976年) 中央委員会書記長 (1976 - 1989年) |                              |                                        |                              |                              |                              |                              |          |
| 1                                                                   | ヴァルター・ウルブリヒト     | ヴァルター・ウルブリヒト (1893–1973)   | 1950年7月25日                | 1971年5月3日                 | 20年, 282日                  | SED                          |          |
| 2                                                                   | エーリッヒ・ホーネッカー     | エーリッヒ・ホーネッカー (1912–1994)   | 1971年5月3日                 | 1989年10月18日               | 18年, 168日                  | SED                          |          |
| 3                                                                   | エゴン・クレンツ             | エゴン・クレンツ (1937-)               | 1989年10月18日               | 1989年12月6日                | 49日                         | SED                          |          |
| 中央委員会党議長 (名誉議長)                                         |                              |                                        |                              |                              |                              |                              |          |
| 1                                                                   | ヴァルター・ウルブリヒト     | ヴァルター・ウルブリヒト (1893–1973)   | 1971年5月3日                 | 1973年8月1日 †               | 2年, 90日                    | SED                          |          |

## トロイカ一覧
東ドイツにおいては三人の実力者が組織を指導し運営する、集団指導の仕組み（トロイカ体制）が取られることがあった。東ドイツ初のトロイカは、ヴァルター・ウルブリヒト、ヴィルヘルム・ピーク、オットー・グローテヴォールによる集団指導体制が事実上そうである。その後も同国でトロイカ体制が度々起こることがあった。しかし、多くの最高指導者が国家元首である国家評議会議長を兼任していた。
| 構成員 (役職)                                                 | 構成員 (役職)                             | 構成員 (役職)                           | 期間                            | 備考 |
| ------------------------------------------------------------- | ----------------------------------------- | --------------------------------------- | ------------------------------- | ---- |
|                                                               |                                           |                                         | 1950年7月25日 ↓ 1960年9月7日    |      |
| ヴァルター・ウルブリヒト (中央委員会書記長)                   | ヴィルヘルム・ピーク (共和国大統領)       | オットー・グローテヴォール (首相)       |                                 |      |
|                                                               |                                           |                                         | 1971年5月3日 ↓ 1973年8月1日     |      |
| エーリッヒ・ホーネッカー (中央委員会第一書記兼国防評議会議長) | ヴァルター・ウルブリヒト (国家評議会議長) | ヴィリー・シュトフ (閣僚評議会議長)     |                                 |      |
|                                                               |                                           |                                         | 1973年10月3日 ↓ 1976年10月29日  |      |
| エーリッヒ・ホーネッカー (第一書記兼国防評議会議長)           | ヴィリー・シュトフ (国家評議会議長)       | ホルスト・ジンダーマン (閣僚評議会議長) |                                 |      |
|                                                               |                                           |                                         | 1989年10月18日 ↓ 1989年10月24日 |      |
| エゴン・クレンツ (中央委員会書記長)                           | エーリッヒ・ホーネッカー (国家評議会議長) | ヴィリー・シュトフ (閣僚評議会議長)     |                                 |      |